# ザクスピード・871
ザクスピード・871 (Zakspeed 871) は、ザクスピードが1987年のF1世界選手権に投入したフォーミュラ1カー。クリス・マーフィーらのザクスピード・デザイン・グループにより設計された。

## 概要
ザクスピード・861の後継車として開発された。メインスポンサーはドイツのたばこ会社『ウエスト』からの支援が継続され、赤と白のカラーリングを纏った。チームはF1参戦開始以来、元シェブロン・カーズのポール・ブラウンが設計を担当していたが、871はクリス・マーフィーによりモノコックが新設計され、前作より低くコンパクトに空力への改良が試みられた。自社開発の1.5リッター直列4気筒ターボエンジン、1500/4を搭載した。エンジンは920 bhp (686 kW; 933 PS)を発揮した。
ドライバーはマーティン・ブランドル、セカンドシートにクリスチャン・ダナーを起用。ブランドルはティレルで3年間を過ごしたあとファーストドライバーとして加入した。ザクスピードで2年を過ごしたジョナサン・パーマーがティレルに加入したため、ドライバーを交換したような形となった。ダナーは1985年の国際F3000選手権タイトルを獲得しており、アロウズからの移籍であった。

## レース戦績
シーズン開幕戦のブラジルGPに871は間に合わず、前型の861で参戦。第2戦サンマリノグランプリではブランドルが871を使用し、15位で予選通過、決勝は5位で2ポイントを獲得した。この2ポイントはザクスピードがF1で獲得した唯一の選手権ポイントとなった。
この年よりザクスピードがBMWジュニアチームが使用するサルーンカーをチューニング担当した縁で、ボッシュ・エレクトリックとの関係が深くなり、エンジン・マネージメントシステム開発での性能が向上し前年型と比べると信頼性が向上した。
車体は慢性的なダウンフォース不足に悩まされ、リタイヤも少なくなかったが、ブランドルの得た2ポイントによってコンストラクターズ10位と前年よりも好成績を残した。第10戦オーストリアGPではブランドルが14位でフィニッシュしたが、レース後の車検でリアウイングの設置位置が規定より低すぎるとして失格処分を受けた。これはこのレースの1回目のスタートで発生した多重クラッシュによりマシンをスペア・カーに乗り換えたことが影響した。
871の性能についてブランドルは、「セッティング変更は全ての手を尽くした。シャシーをソフト側に振っても堅めにセットしても、キャンバーを増やしたり、逆に減らしたり。トーイン・トーアウト、ターボを2種類試すのもやった。ウイングもかなり変えた。でもこのマシンは何をやっても全然変わらないんだ。ハンドリングの悪さがこれだけやって何も修正できないなんて全くどうなってるんだと思った。特にモナコやハンガロリンクでは悲惨だ。」とコメントを残している。特に第8戦ドイツGPでは、ブランドルの871にイグニッション・トラブル、ターボのブロー、エンジン本体のトラブル、シフトレバーを動かしても2速になったままのトランスミッショントラブル、土曜日朝には電装系トラブルでウェイストゲート、イグニッションピックアップ、点火プラグボックス交換とトラブルが降り注ぎ、続く第9戦ハンガリーGPでは予選初日に乗ったスペアカーにバッテリートラブル、乗り換えたメインカーではメカニックがギアボックスを誤ったギア比で組み込んであり走行不能、直してピットアウトするとエンジン混合比の計算が間違えて設定されていた為コース上にストップするという「悪夢のような2戦」を味わった。871で味わった不遇をブランドルは「全く不本意だった。一度F1を離れて自分のキャリアをコントロールすべきだと思った。これ以上ここに居続けるとキャリアが終わってしまう。」と一度F1を離れ、高い戦闘力を持っていたグループCのシルクカット・ジャガーへとカテゴリー転向する決断に至った。
1988年開幕戦からは後継のザクスピード・881が投入された。

## スペック
- クラッチ：ザックス / AP
- ブレーキキャリパー：AP
- ブレーキディスク・パッド：ザックス
- スパークプラグ：チャンピオン

## F1における全成績
(key) （太字はポールポジション）
| 年     | チーム                            | エンジン                  | タイヤ | ドライバー             | 1   | 2   | 3   | 4   | 5   | 6   | 7   | 8   | 9   | 10  | 11  | 12  | 13  | 14  | 15  | 16  | ポイント | 順位 |
| ------ | --------------------------------- | ------------------------- | ------ | ---------------------- | --- | --- | --- | --- | --- | --- | --- | --- | --- | --- | --- | --- | --- | --- | --- | --- | -------- | ---- |
| 1987年 | ウエスト ザクスピード・レーシング | ザクスピード 1500/4 S4 tc | G      |                        | BRA | SMR | BEL | MON | DET | FRA | GBR | GER | HUN | AUT | ITA | POR | ESP | MEX | JPN | AUS | 2        | 10位 |
| 1987年 | ウエスト ザクスピード・レーシング | ザクスピード 1500/4 S4 tc | G      | マーティン・ブランドル |     | 5   | Ret | 7   | Ret | Ret | NC  | NC  | Ret | DSQ | Ret | Ret | 11  | Ret | Ret | Ret | 2        | 10位 |
| 1987年 | ウエスト ザクスピード・レーシング | ザクスピード 1500/4 S4 tc | G      | クリスチャン・ダナー   |     |     | Ret | EX  | 8   | Ret | Ret | Ret | Ret | 9   | 9   | Ret | Ret | Ret | Ret | 7   | 2        | 10位 |

- コンストラクターズランキング10位
- ドライバーズランキング18位：マーティン・ブランドル（予選最高位13位1回 決勝最高位5位1回）
- ドライバーズランキング-位：クリスチャン・ダナー（予選最高位16位4回 決勝最高位7位2回）

## 参照
1. ↑  “STATS F1 - Zakspeed 871”.   Statsf1.com. 2010年8月23日閲覧。
2. ↑  単にこう呼ばれるが正式名称は無い。(イアン・バムゼイ 著、三重宗久 訳『世界のレーシングエンジン』株式会社グランプリ出版、東京都新宿区、1990年、p.198頁。ISBN 4-906189-99-7。)
3. ↑   AUTOCOURSE 1987-88. pp. p.226
4. ↑  Hamilton, Maurice (ed.) (1987). AUTOCOURSE 1987-88. Hazleton Publishing. pp. p.231. ISBN 0-905138-47-3
5. ↑  Bamsey, Ian (1988). THE 1000 BHP GRAND PRIX CARS. Haynes Publishing Group. pp. p.165. ISBN 0-85429-617-4
6. ↑  Team & Driver ザクスピード　FUJI TVオフィシャルF1ハンドブック 50-51頁 フジテレビ出版/扶桑社 1987年7月6日発行
7. ↑  “Zakspeed F1 Engines at”.   Gurneyflap.com. 2012年1月7日閲覧。
8. ↑  オーストリアGP 悪夢の連続大クラッシュで稀に見るスタート3回 グランプリ・エクスプレス 1987年第9戦・第10戦合併号 29-31頁 山海堂 1987年9月5日発行
9. ↑  ハンガリーGP予選 ザクスピード、いいところなし グランプリ・エクスプレス 1987年第9・10戦合併号 21頁 山海堂 1987年9月5日発行
10. ↑  '91注目ドライバーインタビュー(4)M.ブランドル「F1復帰できて幸運だけど、自信はある」 GPX Off-Season Special 14頁 1991年2月8日発行

- Roebuck, Nigel; Henry, Alan (1988). Grand Prix World Formula One Championship 1987/88. Garry Sparke & Associates.. ISBN 0-908081-27-8